# Samuel Imrek
Samuel Alan Imrek, född 17 augusti 2005, är en amerikansk fäktare som tävlar i värja.
Imrek studerar vid St. John's University och tävlar i fäktning för deras idrottsförening St. John's Red Storm.

## Karriär
Vid kadett-VM 2022 i Dubai tog Imrek guld individuellt i värja. Vid junior-VM 2023 i Plovdiv tog han brons individuellt i värja. Vid panamerikanska spelen 2023 i Santiago tog Imrek guld i lagtävlingen i värja tillsammans med Curtis McDowald och Samuel Larsen.
Vid panamerikanska juniormästerskapen 2024 i Rio de Janeiro tog Imrek guld både individuellt samt i lagtävlingen i värja. Vid junior-VM 2024 i Riyadh tog han brons individuellt i värja. Vid panamerikanska mästerskapen 2024 i Lima tog Imrek guld individuellt i värja. Vid panamerikanska juniormästerskapen 2025 i Asunción tog han guld i lagtävlingen i värja. Vid panamerikanska mästerskapen 2025 i Rio de Janeiro tog Imrek brons individuellt samt silver tillsammans med Justin Yoo, Tristan Szapary och Oleg Knysh i lagtävlingen i värja.